# Čang Jing (velký sekretář)
Čang Jing (čínsky pchin-jinem Zhāng Yīng, znaky 張瑛, 1373–1436) byl čínský politik říše Ming. Za vlády císaře Süan-te byl roku 1426 jmenován velkým sekretářem, v úřadě zůstal tři roky.

## Jména
Čang Jing používal zdvořilostní jméno C’-jü (čínsky pchin-jinem zǐyù, znaky 子玉)).

## Život
Čang Jing pocházel z jihočínské provincie Kuang-tung. Roku 1426 ho císař Süan-te jmenoval velkým sekretářem, současně držel formální hodnost náměstka ministra a (od 1427) ministra obřadů. Roku 1429 byl přeložen do Nankingu na místo (vedlejšího) ministra obřadů. Zemřel roku 1436.